# アオフタバラン
アオフタバラン（青二葉蘭、学名：Neottia makinoana、シノニム：Listera makinoana）は、ラン科サカネラン属の地生の多年草。

## 特徴
地下にある根茎は短い。茎は細く、直立して高さ10-20cmになる。葉は茎の下方にあり、無柄で2個が対生状につく。青緑色で不鮮明な白紋があり、三角状卵形で、長さ幅ともに10-30mmになり、先端は鋭頭で、基部は切形または浅心形となり、縁は細かく波打つ。茎に鱗片葉が4-10個あり、まばらに互生し、長さ2-5mmになる狭卵形で先端は鋭尖頭になる。
花期は7-8月。総状花序に帯緑色の花を5-20個まばらにつける。花序軸と茎に毛がある。苞は鱗片葉とほぼ同形で長さ2.5mmになり開出する。萼片は長さ2-2.5mmの長楕円状披針形で、先端はやや鈍頭。側花弁は線形で、萼片と同じ長さ。唇弁は倒卵形で長さ5-6mmになり、先端が2裂し、裂片は卵形で先は円頭になり、互いに先端で重なり合う。唇弁の基部の左右に耳状裂片がない。

## 分布と生育環境
日本固有種。本州、四国、九州に分布し、冷温帯の樹林下に生育する。低山の疎林下のやや乾燥気味の地によく集まって生える。

## 名前の由来
アオフタバランは「青二葉蘭」の意で、旧フタバラン属（Listera）の中の他種とくらべ、全体に紫色を帯びることがないことによる。
種小名 makinoana は、牧野富太郎への献名。

## ギャラリー
- 花は帯緑色で紫色を帯びない。唇弁の先端は2裂するが裂片は互いに重なり合う。
- 葉は茎の下方につき、白色の不鮮明な斑紋があり、縁は細かく波打つ。
- 集まって生える。
- 上から見たようす。